# 박준호 (희극인)
박준호(1988년 2월 12일 ~ )은 대한민국의 희극인이다.

## 학력
- 동아방송예술대학교 (졸업)

## 연기 활동
- 《개그 스타》 (KBS2)
  - 생활 속의 퀴즈
- 《웃음을 찾는 사람들》 (SBS)
  - 은밀하게 재미있게
  - 마지막수업
  - 짜이호